# Figaro boardmani
Figaro boardmani är en hajart som först beskrevs av Gilbert Percy Whitley 1928.  Figaro boardmani ingår i släktet Figaro och familjen rödhajar. IUCN kategoriserar arten globalt som livskraftig. Inga underarter finns listade i Catalogue of Life.
Arten förekommer i havet kring Australien men den saknas vid kontinentens norra kustlinjer. Figaro boardmani vistas i 130 till 640 meter djupa områden.
Honor lägger ett ägg per tillfälle. Könsmognaden infaller vid en kroppslängd av cirka 40 cm och den maximala längden är 61 cm.